# 1543 Bourgeois
Az 1543 Bourgeois (ideiglenes jelöléssel 1941 SJ) a Naprendszer kisbolygóövében található aszteroida. Eugène Joseph Delporte fedezte fel 1941. szeptember 21-én.